# ラヴァカ

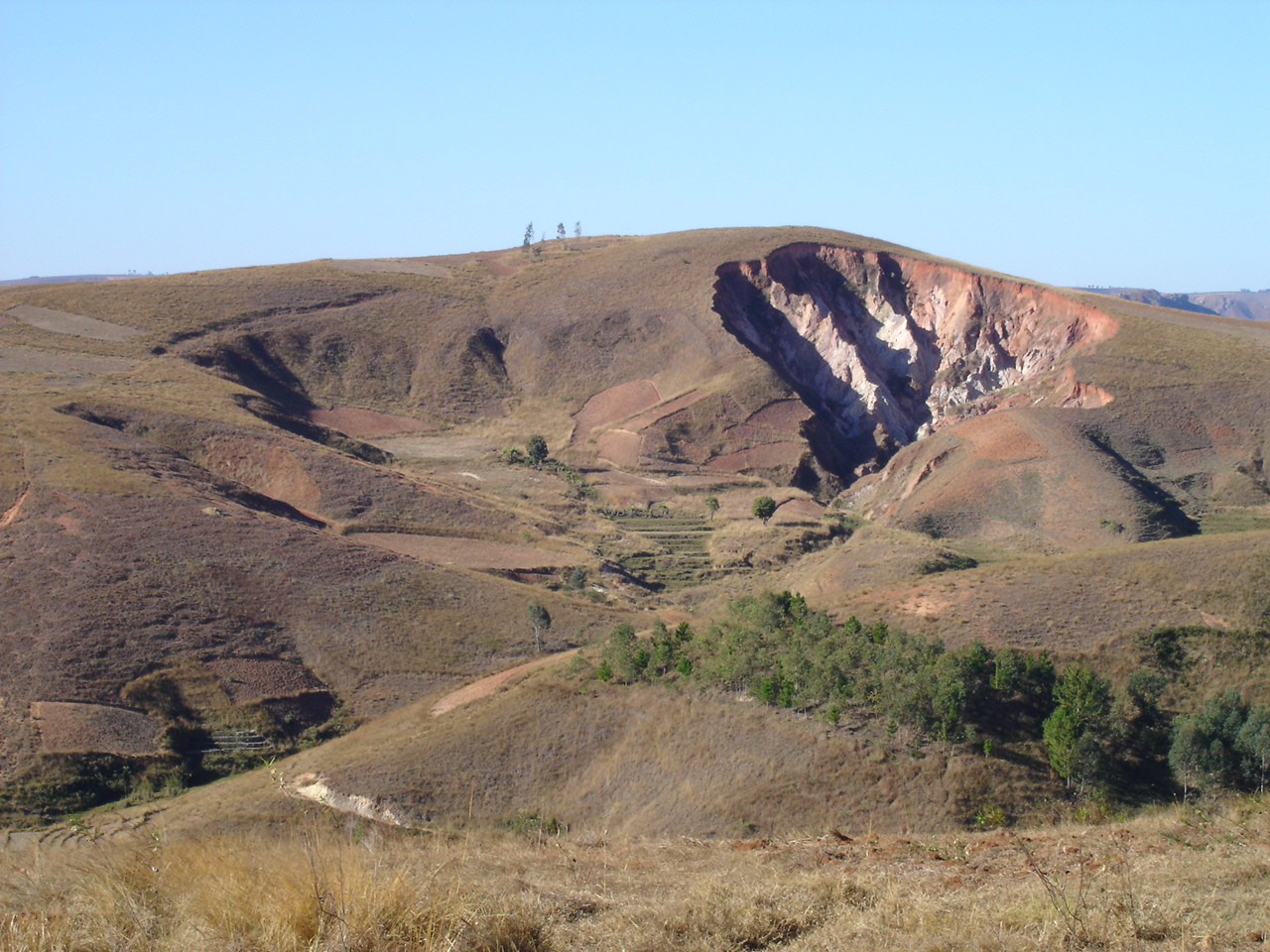
右は活動的なラヴァカ、左は非活動的で古いラヴァカ

ラヴァカはマダガスカル語で「穴」を意味し、マダガスカルの丘の側面によく見られる侵食地形である。但し、南アフリカ、コンゴ民主共和国、サウスカロライナでも発見されており、ブラジル、アメリカの大平原、スワジランドでも類似した地形が確認されている。北回帰線から南回帰線間の熱帯地方、特にモンスーン気候により約1メートル厚のラテライトが険しくなっている、マダガスカルの中央高地で最もよく見られる。暑い乾季と暖かい雨季がある、数十メートルの厚いサプロライトの上に硬いラテライトが存在する、急傾度（35-55度）の斜面、といった条件が満たされる場所で形成する。
ラヴァカは地滑りとは異なる。峡谷に分類され、地下水侵食によって形成される。一般的に、丸い谷頭と急勾配のある涙滴のような形をしており、出口が近づくにつれて流路は浅く、狭くなる。
森林破壊、過放牧、道路の建設、草地の焼却などの人間の活動がラヴァカの形成に寄与することもあるが、純粋に自然の過程によっても形成される。航空写真によって最近の森林減少地域の古代ラヴァカの跡が明らかになり、多雨林が生育する前にその地域がラヴァカによって侵食されたことを示している。放射性炭素年代測定によるとラヴァカの中には最大で2万年前から存在するものもあり、人間が踏み入れる前のマダガスカルの風景の一部であった。
ラヴァカ形成における自然的条件として、当該地域内の地震活動量、地形の起伏、サプロライト中の水の電気伝導率がある。例えば、このような地域における地震はラテライトでできた硬い上の地層に亀裂を生じさせ、水は下部の腐食岩のより多孔質の地層に浸透する。これはサプロライトの化学反応によるもので、特定のミネラルを岩石に付着させ且つ岩石中に含まれる水の電気伝導率が一定基準を満たしている場合、水はミネラルを岩石の外へ溶かし出す。これが岩石が崩れ地形が形成される仕組みである。
ラヴァカは近辺の社会に大きな被害を与えうる。モンスーンの時期には大雨によってラヴァカから侵食された物質が全て奪われ、周囲の作物やインフラストラクチャーを破壊しうる。これは、ラヴァカが中央高原の景観の一部となったマダガスカルにおけるラヴァカの形成に関与する変風帯について行われた最近の研究の基本となっている。
地質学用語「lavaka」はRiquier（1954）による研究の後、国際的な地理学/地質学の共通語彙に加えられた。